# Hongerdoek

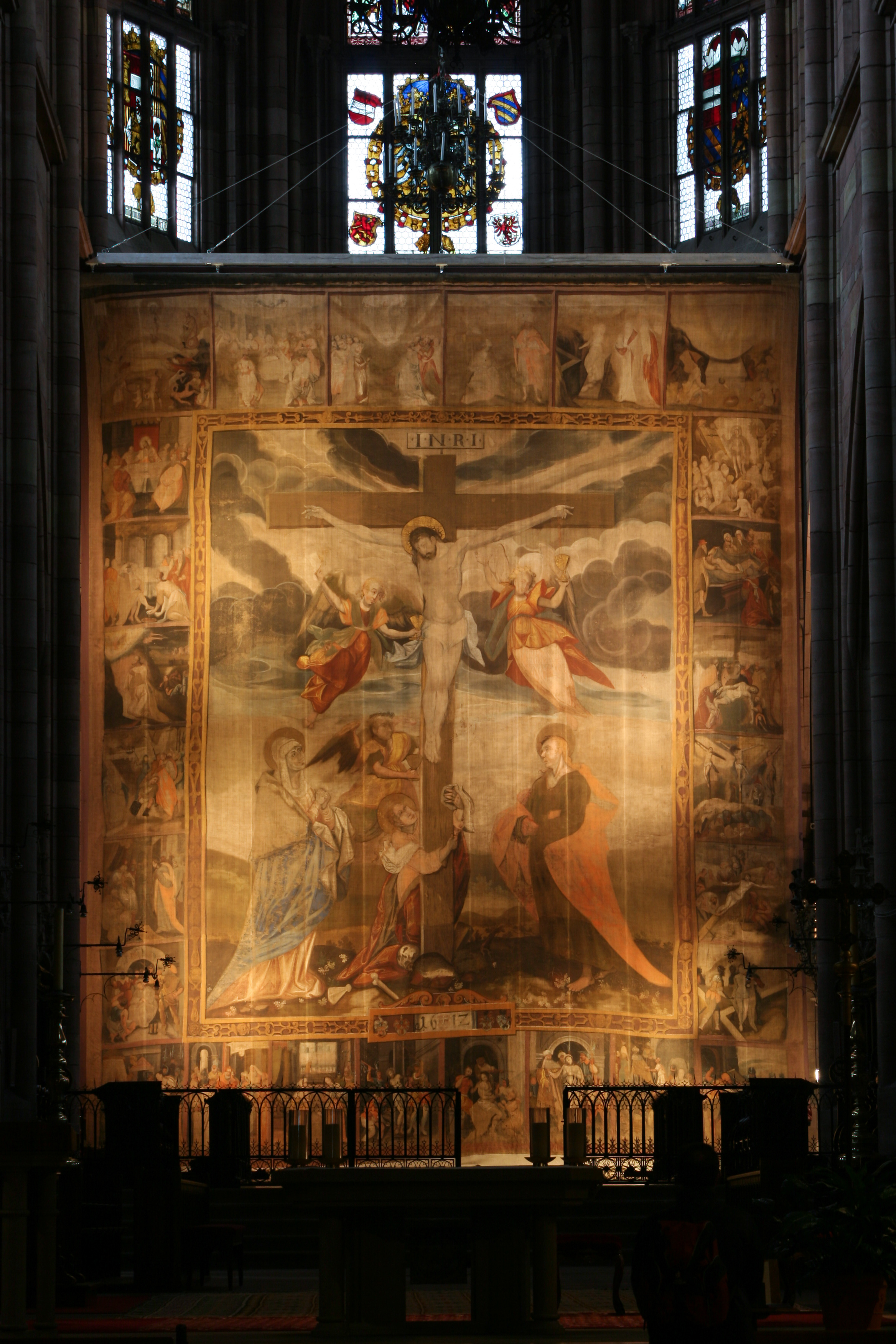
Hongerdoek in Freiburg

Een vasten- of hongerdoek (latijn: velum quadragesimale), is een vanaf de middeleeuwen in rooms-katholieke kerken gedurende de vastentijd  tussen het middenschip en priesterkoor opgehangen doek ter bedekking van het altaar. 
De doek wordt veelal versierd met taferelen uit het lijden van Christus en de martelwerktuigen. In latere tijden ook met voorstellingen van missioneringsarbeid, onder meer vervaardigd door derde-wereldkunstenaars.